# Absackvorrichtung

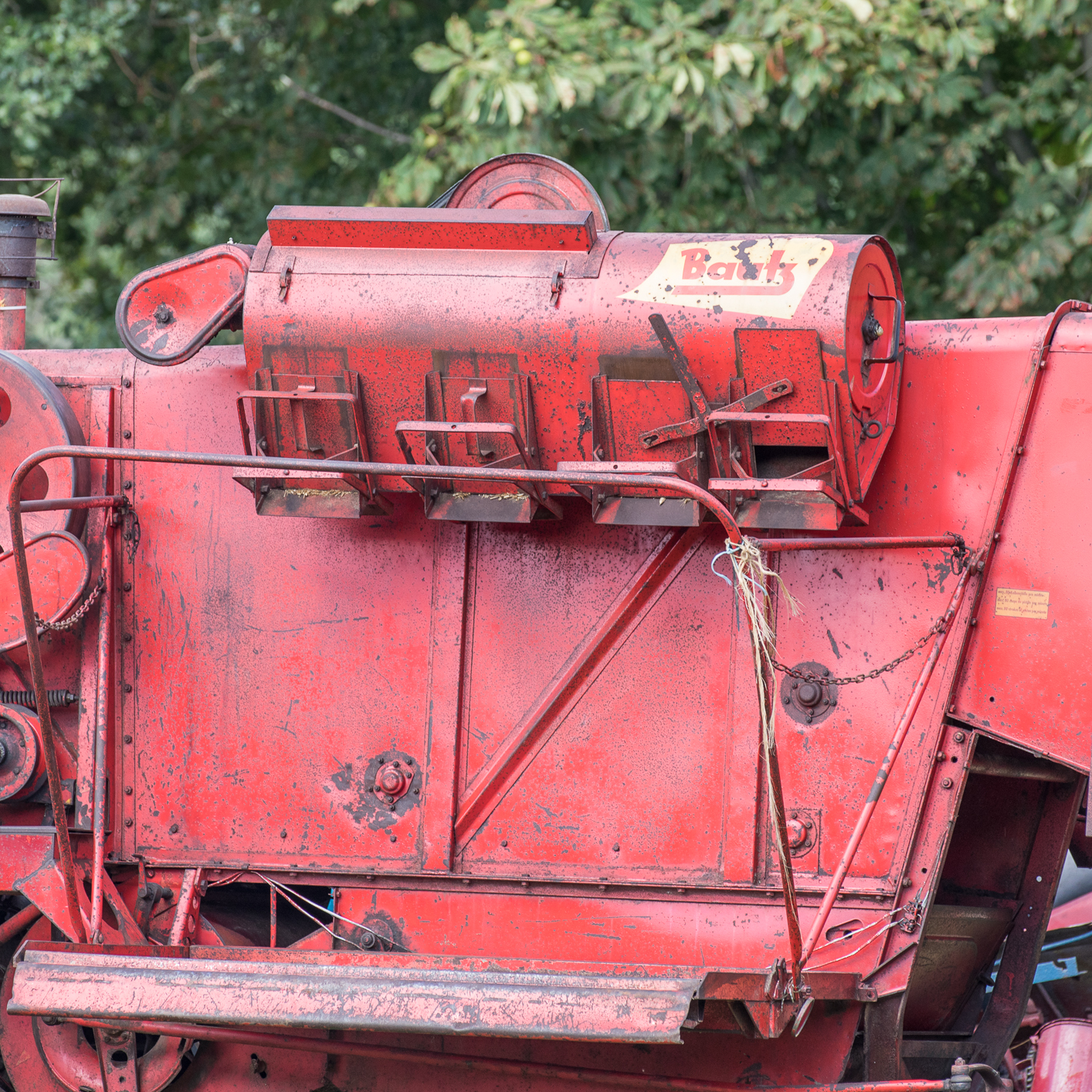
Absackvorrichtung an einem Mähdrescher (Bautz T 600)

Eine Absackvorrichtung ist eine Einrichtung an verschiedenen Maschinen zum Befüllen von Säcken mit Schüttgut oder Fasergut oder auch von Beuteln mit Münzen an Geldzählmaschinen. Absackvorrichtungen kommen in verschiedenen technischen Anlagen zum Einsatz. In der Landwirtschaft wurden Absackvorrichtungen Mitte der 1960er-Jahre bei Mähdreschern vom Korntank verdrängt, aus dem das Erntegut mit einem Abtankrohr lose auf Anhänger abgetankt beziehungsweise überladen wird. Verbreitet sind sie heute noch in der Aufbereitung von Saatgut und meist vollautomatisiert in der Zementindustrie. Auch Kleinmengen von Mühlenprodukten, Dünger und Tierfutter werden in Absackvorrichtungen in Säcke gefüllt.

## Funktionsweise beim Mähdrescher
Das abzusackende Gut, in diesem Fall Korn, wird einem Zylinder zugeführt. Dieser Zylinder hat mehrere Öffnungen, die zum eigentlichen Befüllen von Säcken dienen. Diese Öffnungen können verschlossen werden. Um das Korn gleichmäßig zu verteilen, läuft eine Kornschnecke im Absackzylinder. Die Säcke müssen von Bedienpersonal aus der Sackablage genommen werden und am Zylinder befüllt werden. Anschließend werden die Säcke verknotet und auf der Absackplattform zwischengelagert. Von dort können die Säcke mit einer Sackrutsche auf einen Anhänger überladen werden.